# Río Nzoia
El río Nzoia es un río de la cuenca hidrográfica del Nilo que fluye por el suroeste de Kenia.
Nace en las laderas del monte Elgon y fluye hacia el suroeste, atravesando los condados de Trans-Nzoia (al que da nombre), Bungoma, Kakamega, Siaya y Busia, con una longitud total de 257 kilómetros. Desemboca en el lago Victoria cerca de la villa de Port Victoria.
El río es importante para la agricultura del oeste del país. La región por la que fluye tiene una población estimada de tres millones y medio de habitantes, a los que proporciona irrigación permanente, y dentro de ella hay un área de tierras bajas conocida como "Budalang'i" en la que hay inundaciones de periodicidad anual que depositan sedimentos que favorecen la producción agrícola. En su curso hay importantes cascadas que se cree que podrían tener un importante potencial de generación de energía hidroeléctrica por desarrollar.